# جاك كارون
جاك كارون هو لاعب هوكي الجليد كندي، ولد في 21 أبريل 1940 في رووان نوراندا في كندا.

## وصلات خارجية
- جاك كارون على موقع دوري الهوكي الوطني (الإنجليزية)
- جاك كارون على موقع قاعة مشاهير الهوكي (لاعب أن.إتش.أل) (الإنجليزية)
- جاك كارون على موقع EliteProspects.com (الإنجليزية)
- جاك كارون على موقع HockeyDB.com (الإنجليزية)
- جاك كارون على موقع Hockey-Reference.com (الإنجليزية)